# Marco Wörgötter
Marco Wörgötter, född 16 oktober 2002, är en österrikisk backhoppare.
Wörgötter tog guld i pojkarnas normalbacke och mixat lag i normalbacke vid olympiska vinterspelen för ungdomar 2020 i Lausanne.